# 흡수 집합
선형대수학 및 함수해석학에서, 흡수 집합(吸收集合, 영어: absorbing set)은 충분히 확대되었을 때 모든 벡터를 포함할 수 있는, 실수 벡터 공간 또는 복소수 벡터 공간의 부분 집합이다.

## 정의
{\displaystyle K\in \{\mathbb {R} ,\mathbb {C} \}}라고 하자. {\displaystyle K}-벡터 공간 {\displaystyle V}의 부분 집합 {\displaystyle S\subseteq V}가 주어졌을 때, 만약 임의의 {\displaystyle v\in V}에 대하여, 다음 조건을 만족시키는 양의 실수 {\displaystyle t(v)>0}이 존재한다면, {\displaystyle S}가 흡수 집합이라고 한다.
- 임의의 스칼라 {\displaystyle a\in K}에 대하여, 만약 {\displaystyle |a|\geq t(v)}라면 {\displaystyle v\in aS}

여기서
{\displaystyle aS=\{as\colon s\in S\}}
이다.
보다 일반적으로, {\displaystyle S,T\subseteq V}가 주어졌을 때, 만약 다음 조건을 만족시키는 {\displaystyle t>0}이 존재한다면, {\displaystyle S}가 {\displaystyle T}를 흡수한다고 한다.
- 임의의 스칼라 {\displaystyle a\in K}에 대하여, 만약 {\displaystyle |a|\geq t}라면 {\displaystyle T\subseteq aS}

이 경우,
- 흡수 집합은 모든 벡터를 흡수하는 집합이다.
- 유계 집합은 모든 영벡터의 근방에 의하여 흡수되는 집합이다.

## 성질
{\displaystyle K}-벡터 공간 {\displaystyle V}의 균형 집합 {\displaystyle S\subseteq V}에 대하여, 다음 두 조건이 서로 동치이다.:7
- 흡수 집합이다.
- 임의의 {\displaystyle v\in V}에 대하여, {\displaystyle v\in aS}인 {\displaystyle a\in K^{\times }}가 존재한다.

이는 균형 집합의 경우, {\displaystyle |a|\leq |b|}일 때 {\displaystyle aS\subseteq bS}이기 때문이다.
모든 흡수 집합은 0을 원소로 포함하며, 특히 공집합이 아니다. 모든 흡수 집합은 전집합이다 (즉, 흡수 집합을 포함하는 부분 공간은 조밀 집합이다).
흡수 집합의 유한한 교집합은 흡수 집합이다. 흡수 집합을 부분 집합으로 포함하는 집합은 흡수 집합이다.

## 예
반노름 공간의 열린 공·닫힌 공은 흡수 집합이다. 보다 일반적으로, {\displaystyle K}-위상 벡터 공간에서, 0의 근방은 흡수 집합이다.
증명:
{\displaystyle K}-위상 벡터 공간 {\displaystyle V}에서, 임의의 영벡터의 근방 {\displaystyle U\ni 0} 및 임의의 벡터 {\displaystyle v\in V}가 주어졌다고 하자. 함수
{\displaystyle K\to V}
{\displaystyle a\to av}
가 연속 함수이며 {\displaystyle 0v=0}이므로, {\displaystyle |a|}가 충분히 작을 때 {\displaystyle av\in U}이며, 따라서 {\displaystyle |a'|}가 충분히 클 때 {\displaystyle v\in a'U}이다. 즉, {\displaystyle U}는 흡수 집합이다.

## 같이 보기
- 대수적 내부
- 유계 집합